# Roderick Trice
Roderick Trice (ur. 14 czerwca 1984 w Swainsboro) – amerykański koszykarz występujący na pozycjach rozgrywającego oraz rzucającego obrońcy.
25 października 2016 został zawodnikiem MKS-u Dąbrowy Górniczej. Został zwolniony 1 grudnia, po rozegraniu trzech spotkań sezonu regularnego. Przyczyną zwolnienia był uraz pleców.

## Osiągnięcia
NJCAA
- Uczestnik:
  - NJCAA Final Four (2003)[3]
  - NJCAA Elite Eight (2004)[3]
- Zawodnik Roku:
  - Stanu Georgia (2004)[3]
  - Regionu 17 (2003)[4]
- Wybrany do:
  - I składu:
    - JUCO All-American (2004)[3]
    - turnieju NJCAA (2003)[4]

NCAA
- 2–krotny uczestnik turnieju NIT (2005–2006)[3]

Drużynowe
- Wicemistrz:
  - Niemiec (2012)
  - niemieckiej ligi ProA (II liga – 2008)[5]
- Finalista Superpucharu Polski (2014)

Indywidualne
- MVP:
  - ProA (2008)[5]
  - miesiąca PLK (kwiecień 2015)
- Obrońca Roku ProA (2008)[5]
- Laureat nagrody – najlepszy nowo-przybyły zawodnik niemieckiej ligi BBL (2009)[5]
- Zaliczony do:
  - I składu defensywnego ligi niemieckiej (2009)[5]
  - II składu ligi niemieckiej (2009)
  - III składu TBL (2014, 2015 przez dziennikarzy)[6]
- Uczestnik:
  - meczu gwiazd TBL–NBL (2014)[7]
  - konkursu wsadów ligi niemieckiej (2009 – 4. miejsce)[8]
- Lider w przechwytach:
  - Eurocupu (2016)
  - ligi niemieckiej w przechwytach (2009, 2010)